# Rose Delaunay
Pour les articles homonymes, voir Delaunay.

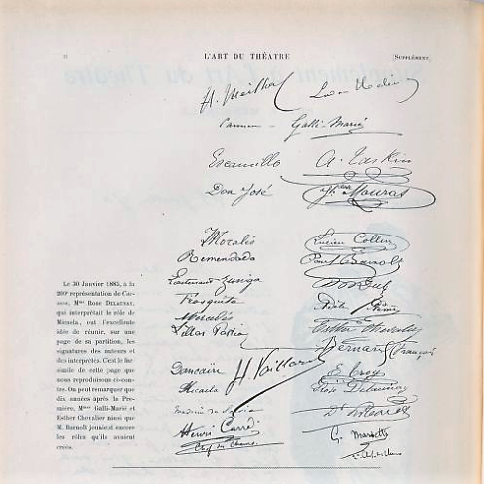
Signatures des auteurs et des interprètes de Carmen réunies le 30 janvier 1885 à l'occasion de la 200e représentation sur une page de sa partition par Rose Delaunay qui interprétait le rôle de Micaela et reproduites par la revue L'Art du théâtre en 1905. Dix années après la première, Célestine Galli-Marié, Esther Chevalier et Barnolt jouaient encore les rôles qu'ils avaient créés.

Rose Delaunay, née Félicie Rose Bünzli à Reims le 28 janvier 1857 et morte à Saint-Raphaël le 31 décembre 1939, est une soprano française.

## Biographie

### Jeunesse et famille
Félicie Rose Bünzli naît à Reims le 28 janvier 1857,. Elle est la fille du violoniste Auguste Bünzli qui lui transmet son amour de la musique.
Elle obtient un premier prix de chant au Conservatoire de Paris après dix mois d'école dans la classe de Saint-Yves Bax. Elle suit également des cours de piano avec Félix Le Couppey.
En 1877, elle épouse Louis Delaunay, acteur du Français, devenant ainsi la belle-fille de l'acteur du Français et professeur de déclamation au conservatoire Louis-Arsène Delaunay.
Les Delaunay fêtent leurs noces de diamant en 1937 à Saint-Raphaël où ils se sont installés, dans la villa Les Pommiers, avenue des Arènes, en 1922. Louis Delaunay meurt un mois plus tard.
Rose Delaunay meurt en 1939.

### Carrière
Elle débute dans Le Pré aux Clercs (Isabelle) de Ferdinand Hérold. Elle chante La Fille du régiment de Gaetano Donizetti, Manon de Jules Massenet — qui écrit sur sa partition « Il n'y a que vous pour être si exquise » — Le Roi d'Ys d'Édouard Lalo, L'Ombre de Friedrich von Flotow, Mireille et Philémon et Baucis de Charles Gounod. Elle est Micaëla dans la Carmen de Georges Bizet à l'Opéra-Comique lors de la saison 1884-1885. Elle chante également à l'Opéra du Caire.
Elle chante ensuite Les Noces de Jeannette de Victor Massé, Le Toréador d'Adolphe Adam, Le roi l'a dit de Léo Delibes à Monte-Carlo, Le Farfadet d'Adolphe Adam et Mireille de Charles Gounod à Bordeaux où elle reste trois ans, Les Cloches de Corneville à la Gaîté-Lyrique,,
Cécile Chaminade lui dédie en 1889 une mélodie pour voix et piano composée sur un texte d'Auguste Marin, Nice-la-belle.
Elle enseigne le chant à l'Académie internationale de musique (Institut Rudy) de la rue de Caumartin à Paris et est décorée des Palmes académiques (Officier d'Académie) en 1898.
Adolphe Lalauze illustre sa biographie, rédigée par Joseph Uzanne dans le premier des quatorze volumes de l'Album consacré entre 1894 et 1925 par Angelo Marianii à la publicité de son cordial vanté par les plus grandes célébrités de l'époque,. Uzanne la décrit ainsi :

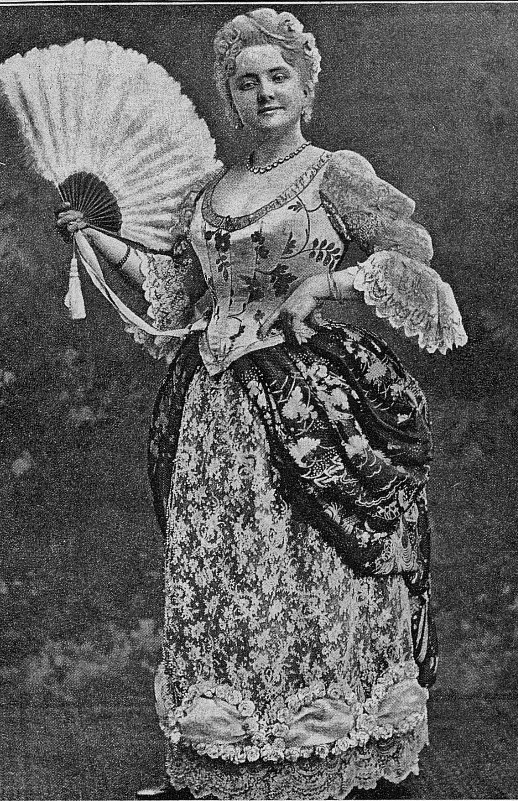
[...] délicate et vivante figurine de Saxe [...]

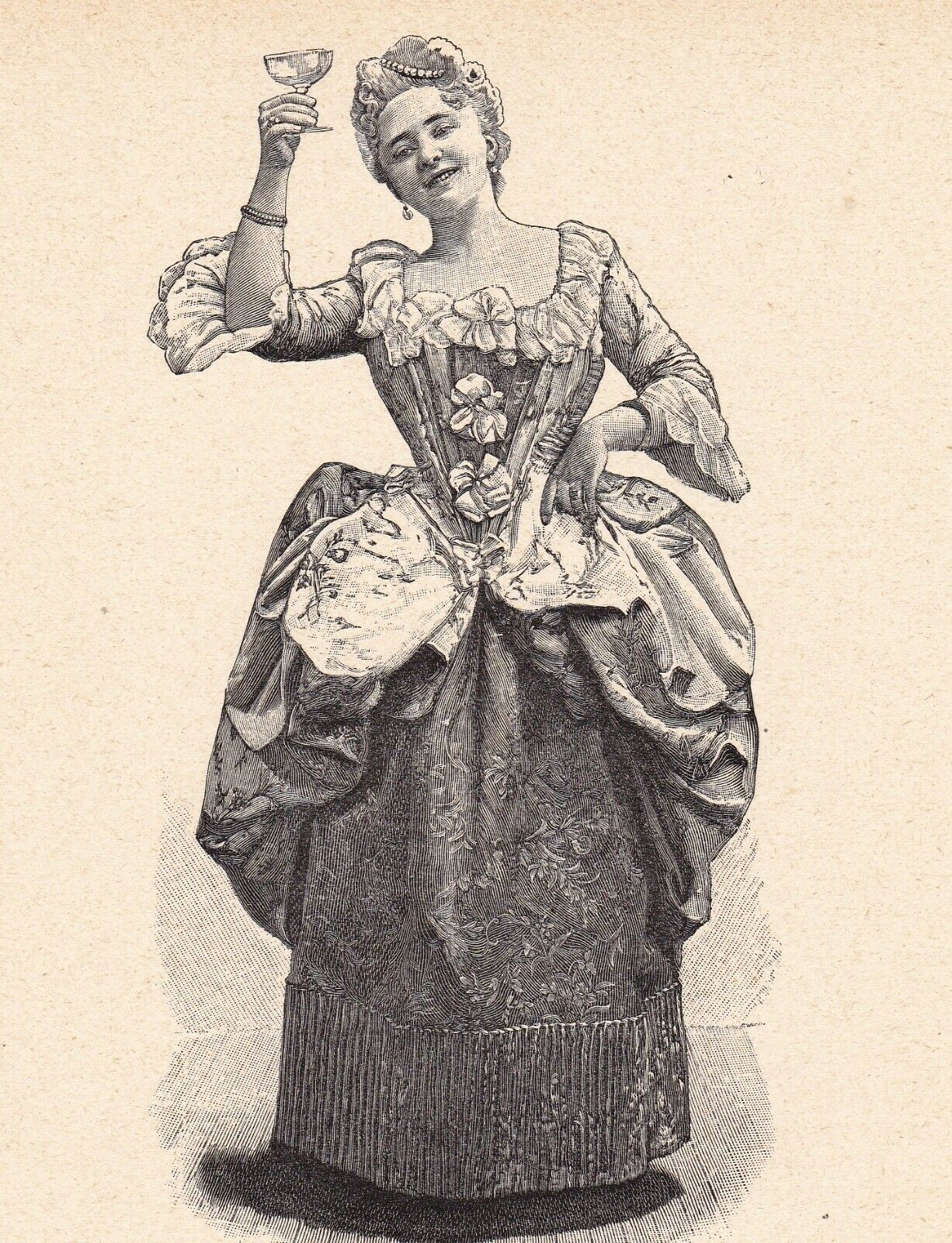
Ode à la gloire du vin Mariani par Rose Delaunay.

« [...] délicate et vivante figurine de Saxe [...] tout ensemble coquette et grave, malicieuse et naïve, avec ses yeux dont on ne sait jamais s'ils vont se moquer ou s'attendrir [...] comédienne hors pair, en même temps qu'une chanteuse infiniment habile et bien douée, sa voix est d'une rare souplesse, d'un timbre chaud et passionné, sa vocalise est légère, sûre, brillante. »

— Angelo Mariani, Figures contemporaines

## Distinctions
- Officier d'académie.